# 獻穆皇后
獻穆皇后（—260年7月2日），本名曹節，东汉末年權臣曹操的女儿，曹丕、曹憲之妹，曹華之姐。東漢末代皇帝汉献帝劉協的次任皇后。

## 生平
建安十八年（213年）時，曹操將三個女兒曹憲、曹節和曹華送入汉献帝后宫为夫人，年纪最小的曹华在国待年。次年，三女都被封為貴人。建安十九年十一月，獻帝皇后伏壽被曹操弒殺，建安二十年正月（215年），因曹操和群臣的壓力下，改立曹貴人為皇后。
曹皇后雖然是在父親施壓下才得以享有如此貴位，但她似乎頗忠於丈夫及漢室。建安二十五年（220年），其兄長曹丕代漢自立，派遣使者索取玺绶，曹皇后憤怒不給。就這樣來了幾個使者後，曹皇后便召見使者，要親手交出玉璽，但使者來後，她將玉璽摔至軒下，怒斥：「上天不會保祐你們！」旁人見皇后大怒，皆不敢抬頭仰視她。
漢獻帝襌位後被封為山陽公，曹皇后為山陽公夫人。魏文帝黃初四年十二月丙寅日（西元224年1月20日）賜山陽公夫人汤沐邑，食邑五百戶。 
景元元年六月己未日（260年7月2日），曹節過世，谥号献穆皇后，合葬於漢獻帝劉協的禪陵，所用的車服禮儀皆尊從漢制。

## 家庭

### 父亲
- 曹操

### 嫡母[來源請求]
- 卞夫人

### 丈夫
- 漢獻帝劉協

### 兄弟
- 曹昂、曹丕、曹彰、曹植、曹熊、曹冲、曹鑠、曹據、曹宇、曹林、曹衮、曹玹、曹峻、曹矩、曹幹、曹上、曹彪、曹勤、曹乘、曹整、曹京、曹均、曹棘、曹徽、曹茂。

### 姐妹
清河长公主、曹宪、曹華、安阳公主、金乡公主、临汾公主

## 评价
- 毛宗岗：“吕雉王产、禄，而刘几化吕；武曌宠三思，而周几代唐。若曹后者，诚过之矣。曹后之骂曹丕，比之王之骂王莽，庶几相似乎？然以后之贵而贵其族者，王后也；以族之贵而贵为后者，曹后也。族以后之故而得贵，则后之斥之也易；后因族之故而得立，则后之不党其族也难。推曹后之心，使其身非曹操之所出，我知其必与父兄同谋讨贼，如伏、董妃之事耳。伏完有女而曹操亦有女，董承有妹而曹丕亦有妹。曹后之贤，殆将与伏后、董妃并列为三云。”（汇评三国演义）

## 艺术形象

### 三國演義

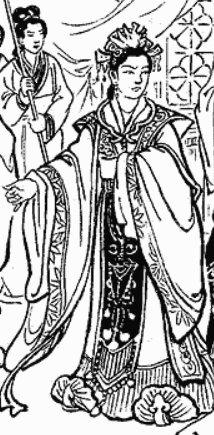
连环画《三国演义》（1957年版）中的獻穆皇后画像

- 曹节生平与正史大体一致，本为汉献帝贵人，曹操命人杖杀伏皇后之後，汉献帝封其为皇后。后曹丕逼迫汉献帝禅位，汉献帝将此事告知曹节，此时曹洪、曹休带剑入内请汉献帝出殿，在《三国志通俗演义（罗本）》曹节对汉献帝破口大骂，说：“你说我兄长是篡国之贼，你先祖汉高祖刘邦只是丰沛一嗜酒匹夫，无籍小辈，尚且劫夺秦朝天下。我父亲扫清海内，我兄长屡有大功，有何不可为帝？你即位三十多年，如果没有我父亲、兄长，你早就粉身碎骨了！”说完要上车出外。而在《三国演义（毛本）》中则对曹休、曹洪破口大骂：“俱是汝等乱贼，希图富贵，共造逆谋！吾父功盖寰区，威震天下，然且不敢篡窃神器。今吾兄嗣位未几，辄思篡汉，皇天必不祚尔！”言罢，痛哭入宫。

### 影视形象
- 1994年电视剧《三国演义》：扮演者不明；
- 1999年电影《一代枭雄曹操》：茹萍饰演曹节
- 1999年电视剧《曹操》：聂小雪饰演曹节
- 2010年电视剧《三国》：刘梓娇饰演曹节
- 2013年电视剧《新洛神》：李秀饰演曹节
- 2018年電視劇《三国机密之潜龙在渊》：王玉雯飾演曹節

### 漫畫形象
- 《蒼天航路》（王欣太）

## 延伸阅读
[在维基数据编辑]
 《後漢書·卷10下》，出自范晔《後漢書》